# شرلی جکسن
شرلی هاردی جکسن (به انگلیسی: Shirley Hardie Jackson) (زاده ۱۴ دسامبر ۱۹۱۶ – درگذشته ۸ اوت ۱۹۶۵) نویسنده رمان و داستان کوتاه آمریکایی بود.
معروف‌ترین اثر وی داستان کوتاه لاتاری است که برای اولین بار در مجله نیویورکر به چاپ رسید و از مشهورترین داستان‌های کوتاه قرن بیستم است. وی در ۱۴ دسامبر ۱۹۱۶ در به دنیا آمد. وی به خاطر نگارش داستان کوتاه «لاتاری» که سال ۱۹۴۸ نخستین بار در مجله نیویورکر به چاپ رسید، به شهرت رسید. او بیش از ۱۰۰ داستان کوتاه نوشته‌است که بر اساس برخی از آنها مجموعه‌های تلویزیونی و فیلم‌های سینمایی خلق شده‌است.
شرلی جکسن نویسندهٔ مطرحی در دوره حیاتش بود و در سال های اخیر نیز کارهای او توجه بسیاری از منتقدان را به خود جلب کرده است. او هشت عنوان رمان در کارنامه‌اش دارد که «آشیانه پرنده» و «ما همیشه در قلعه زندگی می کنیم» از جملهٔ آن‌هاست. همچنین او چهار عنوان کتاب نیز برای کودکان نوشته است.
علی بیات توسط نشر شاکر ترجمه کاملی از لاتاری را به چاپ رسانده است. همچنین این اثر حاوی تحلیلی از داستان نیز می شود.
جکسن در ۸ اوت ۱۹۶۵ درگذشت. در سال ۲۰۰۷ جایزه «شرلی جکسن» توسط بنیاد وی تأسیس شد.

## آثار

### رمان
- The Road Through the Wall (۱۹۴۸)
- Hangsaman (۱۹۵۱)
- Life Among the Savages (۱۹۵۳)
- The Bird's Nest (۱۹۵۴)
- Raising Demons (۱۹۵۷)
- ساعت آفتابی (۱۹۵۸)
- The Haunting of Hill House (۱۹۵۹) (ترجمه به فارسی توسط فرهاد بیگدلو)
- ما همیشه در قصر زندگی کرده‌ایم (۱۹۶۲)

### داستان کوتاه
- لاتاری (ترجمه فارسی از علی بیات تحت نام "لاتاری به ضمیمه تحلیل داستان" و جعفر مدرس صادقی)
- The Lottery and Other Stories (۱۹۴۹)
- Come Along With Me (۱۹۶۸)
- Just an Ordinary Day (۱۹۹۶)

### کتاب کودکان
- The Witchcraft of Salem Village (۱۹۵۶)
- The Bad Children (۱۹۵۹)
- Nine Magic Wishes (۱۹۶۳)
- Famous Sally (۱۹۶۶)